# Großer Wotig
Der Große Wotig ist eine Insel im nördlichen Peenestrom. Er liegt im östlichen Gemeindegebiet von Kröslin. Der Große Wotig wird vom Festland im Südwesten durch die Alte Peene getrennt, einen Seitenarm des Peenestroms. Im Nordwesten befindet sich mit dem Krösliner See eine Bucht des Peenestroms. Die Insel ist etwa 2,6 Kilometer lang und bis 500 Meter breit. Die Fläche beträgt etwa 82 Hektar. Die Höhe liegt bei 0,1 bis 0,3 m ü. NN. Bereits bei mittleren Hochwassern werden große Teile der Insel überflutet.
Von den ehemals sechs Inseln im Überflutungsbereich des nördlichen Peenestroms ist der Große Wotig die größte. Zusammen mit dem nach Südosten anschließenden Kleinen Wotig wurde der Große Wotig in der Wolgaster Stadtmatrikel von 1574 als städtisches Weideland („Wische“) erwähnt. Auch durch die Schwedische Landesaufnahme von Vorpommern am Ende des 17. Jahrhunderts ist eine Nutzung als Weideland nachweisbar. 1817 errichtete die Wolgaster Baumannschaft, der ein großer Teil des Weidelandes gehörte, einen Damm mit Brücke zur Insel.
Das Salzgrasland gehört heute zum Naturschutzgebiet Großer Wotig, das Betreten der Insel ist verboten. Von 86 nachgewiesenen Brutvogelarten, hauptsächlich Regenpfeiferartige und andere Küstenvögel, stehen 25 Arten auf der Roten Liste der Brutvögel des Landes Mecklenburg-Vorpommern.